# Меновщикова, Нина Ивановна
Ни́на Ива́новна Меновщико́ва (8 июня 1934, Свердловск — 7 сентября 2022, Екатеринбург) — артистка балета, балетный педагог. Народная артистка СССР (1973).

## Биография
Родилась 8 июня 1934 года в Свердловске.
В 1953 году окончила Пермское хореографическое училище по классу педагога Е. Н. Гейденрейх.
С 1953 по 1956 год танцевала в Пермском театре оперы и балета (ныне — имени П. И. Чайковского), в 1956—1975 — солистка Свердловского театра оперы и балета. В 1963 году работала в Куйбышевском театре оперы и балета.
Участвовала в гастролях за рубежом.
Занималась педагогической деятельностью. С 1975 по 1988 годы (с перерывом) — педагог-репетитор Свердловского театра оперы и балета, с 1979 по 1982 годы — педагог-консультант Финского национального балета, где осуществила постановку балета «Жизель», который называла своим любимым спектаклем.
Председатель жюри первого конкурса «Арабеск-86» (Пермь), организованного Пермским обществомвом «Арабеск».
В 1990—1997 гг. — педагог-балетмейстер муниципальной хореографической компании «Балет Плюс» (Екатеринбург).
Скончалась 7 сентября 2022 года. Похоронена рядом с мужем Н. Н. Голышевым на Широкореченском кладбище.
Награждена медалью «За доблестный труд. В ознаменование 100-летия со дня рождения В. И. Ленина» (1970). Член КПСС.

### Семья
- Супруг — Николай Николаевич Голышев (1929—2021), певец, педагог, профессор кафедры сольного пения Уральской консерватории, народный артист РСФСР (1980).

## Звания и награды
- Заслуженная артистка РСФСР (1958)
- Народная артистка РСФСР (1967)
- Народная артистка СССР (1973)

## Репертуар
- 1959 — Маша — «Сердце Марики» Б. П. Мошкова, хореограф Г. И. Язвинский (первая исполнительница)
- 1961 — Марыся — «Янко-музыкант» В. М. Юровского, хореограф Г. И. Язвинский (первая исполнительница)
- Маша — «Щелкунчик» П. Чайковского
- Аврора — «Спящая красавица» П. Чайковского
- Одетта и Одиллия — «Лебединое озеро» П. Чайковского
- Жизель — «Жизель» А. Адана
- Никия — «Баядерка» Л. Минкуса
- Китри — «Дон Кихот» Л. Минкуса
- Анна — «Голубой Дунай» на музыку И. Штрауса
- Эгина и Фригия — «Спартак» А. Хачатуряна
- Сольвейг — «Пер Гюнт» на музыку Э. Грига
- Ширин — «Легенда о любви» А. Меликова
- Таня — «Первая любовь» М. Зива
- Барышня — «Барышня и хулиган» на музыку Д. Шостаковича
- Паскуала — «Лауренсия» А. Крейна
- Паскуала — «Тщетная предосторожность» П. Гертеля